# Austrochaperina robusta
Austrochaperina robusta är en groddjursart som beskrevs av Fry 1912. Austrochaperina robusta ingår i släktet Austrochaperina och familjen Microhylidae. IUCN kategoriserar arten globalt som livskraftig. Inga underarter finns listade.

## Bildgalleri

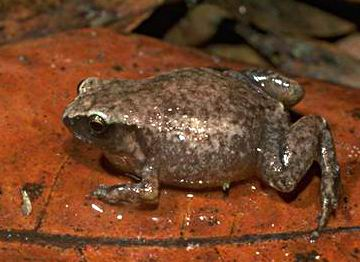
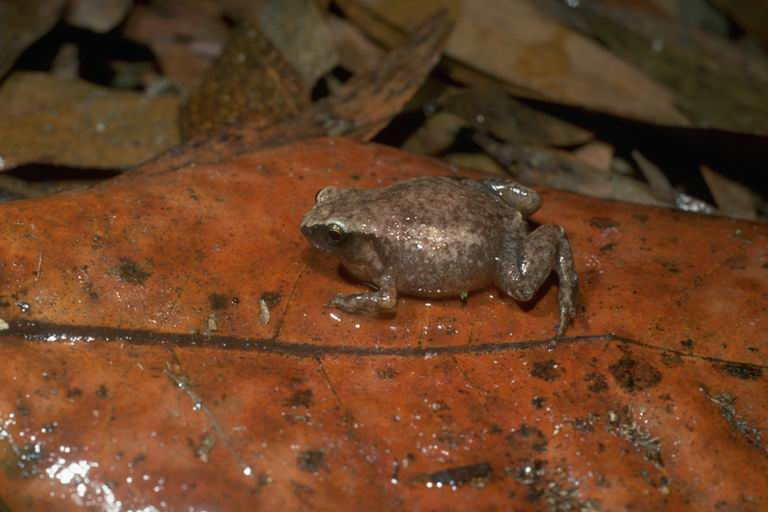